# Kevin Rudolf
Kevin Winston Rudolf, noto anche con lo pseudonimo di Binocular (New York, 17 febbraio 1983), è un cantautore e produttore discografico statunitense.

## Carriera
Prima di lanciarsi nella carriera musicale di solista, Rudolf ha lavorato per diversi anni come produttore, compositore o chitarrista di numerosi artisti, fra cui Nelly Furtado, Britney Spears, Selena Gomez & the Scene, Timbaland, The Black Eyed Peas, Lil' Kim, LL Cool J, Justin Timberlake, Kevin Lyttle, David Banner e Ludacris. Inoltre ha lavorato per l'etichetta Cash Money Records, producendo diversi dischi.
Il suo primo singolo Let It Rock, in cui collabora il rapper Lil Wayne ed in seguito inserito nell'album In the City, ha ottenuto un notevole successo negli Stati Uniti, dove è riuscito a salire fino alla quinta posizione della Billboard Hot 100 ed in Europa. Tra l'altro negli Stati Uniti Let It Rock è diventata uno dei brani ufficiali del PPV WWE Royal Rumble del 2009. Nel 2010 Kevin Rudolf sforna il suo nuovo singolo I made it che è diventato il brano ufficiale del PPV WWE Wrestlemania 26. Il brano You make the rain fall è la sigla iniziale della terza stagione dello show WWE NXT. Il brano Don't give up è stato scelto come sigla ufficiale del 25º anniversario del Più Grande Evento dell'Estate, WWE SummerSlam. Inoltre la WWE ha scelto il brano Champions come sigla di WWE Night of Champions 2012.

## Discografia

### Album in studio
- 2001 - Binocular
- 2008 - In the City
- 2010 - To the Sky
- 2024 - Against the Wall (Vol. 1)

### Singoli
- 2008 - Let It Rock (feat. Lil Wayne)
- 2009 - Welcome to the World
- 2010 - I Made It
- 2010 - You Make the Rain Fall (featuring Flo Rida)
- 2012 - Don't Give Up
- 2012 - Champions (featuring Lil Wayne, Fred Durst & Birdman)